# Chiaksan nationalpark
Chiaksan nationalpark (koreanska: 치악산국립공원, Ch’iaksan-gungnipkongwŏn) är en nationalpark i Sydkorea.   Den ligger i provinsen Gangwon, i den centrala delen av landet, 90 km öster om huvudstaden Seoul. Chiaksan nationalpark ligger i genomsnitt 450 meter över havet.
Nationalparken som inrättades 1984 ligger i en bergstrakt och täcker en yta av 181,6 km². Landskapet kännetecknas av flera bergstoppar som ligger mer än 1000 meter över havet samt av djupa dalgångar. Personer från Seoul kan nå nationalparken över två motorvägar (Jungang Expressway och Yeongdong Expressway) samt genom en järnvägslinje.
I växtlivet ingår 821 registrerade arter med bland annat Quercus mongolica och Lithocarpus glaber. I nationalparken lever cirka 2350 olika djurarter av vilka 34 är utrotningshotade. Här hittas fladdermusen Myotis formosus och flera flygekorrar.